# Patrice Chéreau
Patrice Chéreau (Lézigné, 2 november 1944 – Parijs, 7 oktober 2013) was een Franse theater-, opera- en filmregisseur. 

## Biografie

### Toneel
De ouders van Patrice Chéreau waren beide artiesten en hijzelf raakte al vroeg in de ban van het theater. Hij groeide op in Parijs, waar hij naar het Lycée Louis-le-Grand ging. Daar richtte hij een theatergroep op, die hij regisseerde en waarin hij zelf speelde en waarvoor hij decors en kostuums ontwierp. Toen hij 22 was werd hij artistiek directeur van het Théâtre de Sartrouville in een Parijse voorstad. Daar ontmoette hij decorontwerper Richard Peduzzi, die de meeste decors voor zijn theater- en filmproducties zou ontwerpen. Chéreau werkte in 1970-72 met de Italiaanse regisseur Giorgio Strehler aan het Piccolo Teatro di Milano. Van 1971 tot 1977 was hij co-directeur van het Théâtre National Populaire in Villeurbanne, en van 1982 tot 1990 van het Théâtre des Amandiers in Nanterre.
Diverse van zijn theaterproducties werden bekroond. In 1989 kreeg hij de Molière als beste regisseur voor Hamlet van Shakespeare en in 1995 voor Dans la solitude des champs de coton van Bernard-Marie Koltès. Zijn productie van Phèdre van Racine kende veel succes en kreeg in 2003 de Molière als beste theatervoorstelling.

### Film
Als filmregisseur brak hij in 1975 door met La Chair de l'orchidée, gebaseerd op het eerste boek van James Hadley Chase, No Orchids for Miss Blandish.  Zijn bekendste film is La Reine Margot van 1994 met Isabelle Adjani in de titelrol. Deze weelderige en dure productie, een bewerking van het boek van Alexandre Dumas père, won vijf Césars en werd genomineerd voor de Golden Globe voor beste buitenlandse film. Intimacy uit 2000 is zijn enige Engelstalige film, gebaseerd op de verhalen van Hanif Kureishi. De film won de Gouden Beer op het Filmfestival van Berlijn.

### Opera
In de opera werkte hij onder meer samen met Pierre Boulez voor een productie van de Ringcyclus van Richard Wagner in Bayreuth in 1976, en van Lulu van Alban Berg in 1979. Onder muzikale leiding van Daniel Barenboim regisseerde hij Don Giovanni van Mozart in 1994-1996 en Tristan und Isolde van Wagner in 2007. Zijn regie van Lucio Silla van Mozart onder muzikale leiding van Sylvain Cambreling (1984-1985) werd ook uitgevoerd in de Koninklijke Muntschouwburg in Brussel.

### Acteur
Chéreau speelde soms zelf in een toneelstuk of een film. In 1983 speelde hij Camille Desmoulins in Danton, een historische film van Andrzej Wajda. In 1985 speelde hij Napoleon Bonaparte in Adieu Bonaparte van de Egyptische regisseur Youssef Chahine.

### Politiek
Chéreau kwam tevens uit voor zijn politieke overtuiging. In 1962 demonstreerde hij mee tegen de Algerijnse Oorlog. In 1979 steunde hij de latere Tsjechische president Václav Havel. In Frankrijk steunde hij de socialistische presidentskandidaten François Mitterrand, Lionel Jospin en Ségolène Royal. Hij maakte samen met een dertigtal Franse regisseurs de collectieve film Contre l'oubli (1991), een coproductie van Amnesty International om de aandacht te vestigen op het lot van politieke gevangenen. Toen de Oostenrijkse rechts-populistische partij FPÖ in 2000 in de regering stapte, boycotte hij de Salzburger Festspiele.
Chéreau stierf in Parijs aan de gevolgen van longkanker.

## Filmografie (als regisseur)
- 1974: La Chair de l'orchidée
- 1978: Judith Therpauve
- 1983: L'Homme blessé
- 1987: Hôtel de France
- 1991: Contre l'oubli (collectieve film)
- 1994: La Reine Margot
- 1998: Ceux qui m'aiment prendront le train
- 2000: Intimacy
- 2003: Son frère
- 2005: Gabrielle
- 2009: Persécution